# Андорра на зимових Олімпійських іграх 1980
Андорра брала участь у Зимових Олімпійських іграх 1980 року у Лейк-Плесіді (США), але не завоювала жодної медалі. Країну представляли 3 спортсмени (всі чоловіки) в одному виді спорту.

## Гірськолижний спорт
Чоловіки
| Спортсмени     | Змагання           | Спуск 1 | Спуск 1 | Спуск 2 | Спуск 2 | Всього  | Всього |
| Спортсмени     | Змагання           | Час     | Місце   | Час     | Місце   | Час     | Місце  |
| -------------- | ------------------ | ------- | ------- | ------- | ------- | ------- | ------ |
| Патрік Тусаінт | Швидкісний спуск   |         |         |         |         | DNF     | —      |
| Мігель Фонт    | Швидкісний спуск   |         |         |         |         | 2:02.01 | 39     |
| Карлос Фонт    | Швидкісний спуск   |         |         |         |         | 1:57.81 | 35     |
| Патрік Тусаінт | Гігантський слалом | 1:31.23 | 52      | 1:33.15 | 46      | 3:04.38 | 45     |
| Мігель Фонт    | Гігантський слалом | 1:30.93 | 50      | DNF     | —       | DNF     | —      |
| Карлос Фонт    | Гігантський слалом | 1:29.47 | 48      | 1:29.79 | 40      | 2:59.26 | 42     |
| Мігель Фонт    | Слалом             | DNF     | —       | —       | —       | DNF     | —      |
| Патрік Тусаінт | Слалом             | DNF     | —       | —       | —       | DNF     | —      |
| Карлос Фонт    | Слалом             | 1:02.40 | 32      | 1:01.30 | 32      | 2:03.70 | 30     |